# Victor Grignard
François Auguste Victor Grignard (Cherburgo, 6 de maio de 1871 — Lyon, 13 de dezembro de 1935) foi um químico francês, ganhador do Nobel de Química de 1912.

## Vida
Filho de um operário de Cherbourgo, estudou na Faculdade de Ciências da Universidade de Lyon. Alcançou o grau de Doutor em Ciências em 1901, sendo professor na mesma Universidade até 1909. De 1910 a 1919 lecionou na Universidade de Nancy, voltando para a Universidade de Lyon, onde lecionou de 1919 a 1935.
Durante a Primeira Guerra Mundial foi mobilizado e encarregado da vigilância das estradas de ferro, antes de participar da obtenção de gases militares e explosivos.
O Liceu de Cherburgo, onde iniciou parte dos seus estudos, atualmente leva o seu nome.
Sua descoberta mais importante foi a dos compostos organomagnesianos, chamados de reativos de  Grignard. Esta descoberta permitiu proporcionar na química orgânica um método novo de síntese denominado reação de Grignard.
Por esta descoberta foi-lhe outorgado o Nobel de Química de 1912, juntamente com Paul Sabatier. Em 7 de junho de 1926 foi eleito membro da Academia de Ciências Francesa.
Sob sua direção, e com muitas  colaborações suas, foi editado o Traité de chimie organique (Tratado de química orgânica, com 23 vols., 1935-1954).

## Prémios
- 1902 - Medalha Berthelot[1]
- 1905 - Prémio Jecker[1]
- 1912 - Medalha Lavoisier (SCF)[2]
- 1912 - Nobel de Química[3]

## Publicações
- Victor Grignard, « Sur quelques nouvelles combinaisons organométalliques du magnésium et leur application à des synthèses d'alcools et d'hydrocarbures », C.R. Hebd. Seances Acad. Sci., vol. 130,‎ 1900, p. 1322-1324 (ISSN 0001-4036, online)
- Victor Grignard, « Les composés organomagnésiens mixtes et leurs principales applications », Revue scientifique, vol. 51, no 15,‎ 12 avril 1913, p. 449-456 (online)
- Victor Grignard, « Traité de chimie organique », Paris, Masson, 1935, 500 p.